# 라마단 유세프
라마단 유세프 모하메드(암하라어: ረመዳን ዩሱፍ መሀመድ, 2001년 2월 12일 ~ )는 에티오피아 프리미어리그 클럽인 세인트 조지와 에티오피아 국가대표팀에서 수비수로 활약하고 있는 에티오피아의 프로 축구 선수이다.

## 구단 경력
유세프는 샤이어 엔다셀라시에서 선수 생활을 시작했고 2018-19 시즌 에티오피아 프리미어리그에 데뷔했다.
2020년 10월 1일, 유세프는 월카이트 시티와 계약했다.
2022년 7월 11일, 유세프는 세인트 조지와 계약했다.

## 국가대표팀 경력
2019년 9월 4일에 열린 레소토와의 2022년 FIFA 월드컵 예선 경기에서 에티오피아 축구 국가대표팀 선수로 데뷔했다.
2021년 12월 23일, 유세프는 2021년 아프리카 네이션스컵에 참가하는 에티오피아 축구 국가대표팀 명단에 이름을 올렸다.